# Profondità di bit
Nella codifica dell'audio digitale, la profondità di bit (bit depth) indica la quantità di bit di informazioni presenti in ogni campione e ne descrive, quindi, la risoluzione. Gli esempi più comuni sono il CD audio, registrato a 16 bit, e il DVD audio, che offre una profondità fino a 24 bit.
Un insieme di campioni audio digitali contiene le informazioni che, convertite in segnale analogico, permettono di ricostruire e riprodurre la forma d'onda. Nella codifica Pulse-Code modulation (PCM, modulazione a codice di impulsi) la profondità influisce sull'intervallo dinamico e sul rapporto segnale/rumore. Non influisce, invece, sulla frequenza massima riproducibile, che è definita solo dalla frequenza di campionamento (si veda il Teorema di Nyquist).
La relazione tra la profondità e l'intervallo dinamico è approssimabile con un rapporto di 1:6 (all'aumento di un bit di risoluzione, l'intervallo dinamico aumenta di circa 6 decibel). L'audio digitale a 24 bit ha un intervallo dinamico massimo teorico di 144 decibel, a differenza dei 96 decibel del 16 bit del CD AUDIO. Tuttavia l'intervallo dinamico massimo effettivo finora ottenibile è di circa 120 decibel, a causa delle limitazioni intrinseche ai circuiti integrati.
L'importanza della bit depth nell'audio PCM è che essa determina l'intervallo dinamico massimo. In una ideale registrazione PCM, in cui la frequenza di campionamento è ben al di sopra del limite di Nyquist e a cui non sia stato applicato noise shaping, l'intervallo dinamico in decibel è 1.76 + 6.02 * numero di bit. Questa formula viene spesso semplificata in 6 decibel per bit, da cui risultano i consueti valori di estensione dinamica di 96 decibel per i 16 bit dei CD audio e di 144 per i 24 bit.